# Методи розробки нафтових покладів
Методи розробки нафтових покладів (рос. методы разработки нефтяных залежей; англ. oil pool development methods, нім. Aufbauverfahren n pl der Erdöllagerungen — застосовуються при розробці експлуатаційних об'єктів методи витіснення нафти з продуктивних пластів — методи з використанням природних видів енергії (при різних природних режимах покладів) і методи штучного діяння.
До останніх належать методи заводнення (стаціонарне або циклічне, з нагнітанням звичайної води або води з розчинами хімреаґентів), теплофізичного діяння (нагнітання гарячої води, пари), термохімічного діяння (різні види внутрішньопластового горіння, рідиннофазне окиснення), змішуваного витіснення (нагнітання в пласт газу під високим тиском, розчинників, збагачених газів і т. ін.), шахтні, кар'єрні і ін.